# Championnat d'Écosse féminin de football 2021-2022
Navigation
Édition précédente Édition suivante
La saison 2021-2022 du Championnat d'Écosse féminin de football (Scottish Women's Premier League) est la vingt-et-unième saison du championnat. Le Glasgow City Ladies Football Club, fort de ses quatorze titres consécutifs, remet sa couronne en jeu. Le championnat passe de huit à dix équipes avec la promotion d'Aberdeen et de Hamilton Academical. Forfar Farmington se retire du championnat et est remplacé par le troisième de SWPL2 2019-2020, Partick Thistle.
Le Rangers Women's Football Club remporte le tout premier titre de championnes de son histoire. Il empêche le Glasgow City Football Club de remporter son quinzième championnat consécutif en les devançant de sept points. C'est le Celtic Football Club Women qui complète le podium.
Les Rangers et Glasgow City sont qualifiées pour la Ligue des champions féminine de l'UEFA 2022-2023.
En bas du classement Hamilton Academical Women's and Girl's Football Club et Partick Thistle Women's Football Club juste promues terminent aux deux dernières places et sont reléguées en deuxième division.

## Participants
| \| Glasgow : · Glasgow City · Celtic · Partick Thistle · Rangers · Édimbourg : · Hibernian · Spartans · Heart of Midlothian Édimbourg Glasgow Motherwell Hamilton Aberdeen \| Localisation des clubs engagés dans le championnat. |
| Glasgow : · Glasgow City · Celtic · Partick Thistle · Rangers · Édimbourg : · Hibernian · Spartans · Heart of Midlothian Édimbourg Glasgow Motherwell Hamilton Aberdeen                                                           |

Ce tableau présente les huit équipes qualifiées pour disputer le championnat 2021-2022.
| Nom du club                               | Entraîneur                  | Date de création | Dernière montée | Stade                                | Capacité | Cl. 2021 |
| ----------------------------------------- | --------------------------- | ---------------- | --------------- | ------------------------------------ | -------- | -------- |
| Glasgow City Football Club                | Eileen Gleeson              | 1998             |                 | Broadwood Stadium                    | 8 086    | 1re      |
| Celtic Football Club Women                | Fran Alonso                 | 2007             |                 | K-Park Training Academy              | 1 000    | 2e       |
| Rangers Women's Football Club             | Malky Thomson               | 2008             |                 | Rangers Training Centre              | 500      | 3e       |
| Hibernian Ladies Football Club            | Grant Scott                 | 1999             |                 | Ainslie Park                         | 3 000    | 4e       |
| Spartans Football Club Women's and Girl's | Debbi McCulloch             | 1985             | 2004            | Ainslie Park                         | 3 000    | 5e       |
| Motherwell                                | Eddie Wolecki Black         | 2014             | 2019            | Ravenscraig Regional Sports Facility | 1 000    | 6e       |
| Heart of Midlothian Women Football Club   | Andy Enwood                 | 2009             | 2020            | Oriam                                | 500      | 8e       |
| Aberdeen                                  | Stuart Bathgate Emma Hunter | 2011             | 2021            | Cormack Park                         |          | 1er (D2) |
| Hamilton Academical                       | Gary Doctor                 | 1999             | 2021            | New Douglas Park                     | 6 018    | 2e (D2)  |
| Partick Thistle                           | Brian Graham                | 2013             | 2021            | Petershill Park                      |          | 3e (D2)  |

## Compétition
Chaque club dispute trois rencontres contre chacun de ses adversaires. La première partie de la saison consiste en un championnat aller-retour. Le choix du terrain pour le troisième match est tiré au sort.

### Classement
| Rang | Équipe                    | Pts | J  | G  | N  | P  | Bp | Bc | Diff |
| ---- | ------------------------- | --- | -- | -- | -- | -- | -- | -- | ---- |
| 1    | Rangers WFC               | 77  | 27 | 25 | 2  | 0  | 97 | 11 | +86  |
| 2    | Glasgow City T            | 70  | 27 | 22 | 4  | 1  | 89 | 13 | +76  |
| 3    | Celtic Women              | 60  | 27 | 19 | 3  | 5  | 85 | 22 | +63  |
| 4    | Hibernian Ladies          | 43  | 27 | 13 | 4  | 10 | 46 | 32 | +14  |
| 5    | Aberdeen P                | 29  | 27 | 9  | 2  | 16 | 39 | 69 | -30  |
| 6    | Spartans WFC              | 28  | 27 | 6  | 10 | 11 | 28 | 54 | -26  |
| 7    | Motherwell LFC            | 27  | 27 | 8  | 3  | 16 | 31 | 75 | -44  |
| 8    | Heart of Midlothian Women | 20  | 27 | 6  | 2  | 19 | 20 | 66 | -46  |
| 9    | Partick Thistle P         | 18  | 27 | 4  | 6  | 17 | 29 | 70 | -41  |
| 10   | Hamilton Academical P     | 13  | 27 | 3  | 4  | 20 | 17 | 69 | -52  |

| Légende : Qualifications et relégations | Légende : Qualifications et relégations                                                                                    |
| --------------------------------------- | --- |
|                                         | Champion et qualifié pour le 1er tour de qualifications de la Ligue des champions féminine de l'UEFA 2022-2023             |
|                                         | Qualifié pour le 1er tour de qualifications de la Ligue des champions féminine de l'UEFA 2022-2023                         |
|                                         | Barrage de relégation |
|                                         | Relégué |
|                                         | T : Tenant du titre P : Promu C : Vainqueur de la Coupe d'Écosse 2021-2022 L : Vainqueur de la Coupe de la Ligue 2021-2022 |

### Résultats
| Résultats (▼dom., ►ext.)                                   | ABE  | CEL | GLW | HAM | HEA | HIB | MOT | PAR | RAN | SPA |
| Aberdeen                                                   |      | 2-4 | 0-5 | 1-0 | 2-3 | 1-0 | 5-1 | 4-2 | 0-2 | 2-3 |
| Celtic Women                                               | 3-1  |     | 2-2 | 3-0 | 2-0 | 2-1 | 7-0 | 6-0 | 0-1 | 2-2 |
| Glasgow City                                               | 10-1 | 2-0 |     | 1-0 | 2-0 | 2-1 | 6-0 | 3-1 | 1-1 | 9-0 |
| Hamilton Academical                                        | 1-2  | 0-6 | 1-3 |     | 0-1 | 0-1 | 1-2 | 0-1 | 0-7 | 2-2 |
| Heart of Midlothian                                        | 0-4  | 0-3 | 0-2 | 1-2 |     | 1-3 | 1-0 | 2-4 | 0-5 | 1-1 |
| Hibernian Ladies                                           | 1-0  | 1-1 | 0-3 | 3-0 | 3-0 |     | 1-0 | 1-0 | 0-1 | 3-0 |
| Motherwell LFC                                             | 4-3  | 0-4 | 1-5 | 3-0 | 2-0 | 0-4 |     | 2-2 | 0-1 | 3-0 |
| Partick Thistle                                            | 0-2  | 0-7 | 0-2 | 2-2 | 2-3 | 1-2 | 3-2 |     | 0-1 | 2-2 |
| Rangers WFC                                                | 8-0  | 3-0 | 3-1 | 4-0 | 6-0 | 2-1 | 5-0 | 7-1 |     | 6-1 |
| Spartans WFC                                               | 0-0  | 0-2 | 0-4 | 1-0 | 3-1 | 0-0 | 0-0 | 0-0 | 2-5 |     |
| - Victoire à domicile - Match nul - Victoire à l'extérieur |      |     |     |     |     |     |     |     |     |     |

| Résultats (▼dom., ►ext.)                                   | ABE | CEL | GLW | HAM | HEA | HIB | MOT | PAR | RAN | SPA |
| Aberdeen                                                   |     | 0-3 |     | 2-1 | 0-1 |     |     | 4-2 |     | 1-1 |
| Celtic Women                                               |     |     |     |     | 5-0 | 4-0 | 6-1 |     |     |     |
| Glasgow City                                               | 4-1 | 2-1 |     | 6-0 |     |     | 6-0 | 2-0 |     |     |
| Hamilton Academical                                        |     | 0-6 |     |     |     | 0-4 |     |     | 0-4 |     |
| Heart of Midlothian                                        |     |     | 0-2 | 1-1 |     |     |     |     | 0-5 |     |
| Hibernian Ladies                                           | 4-1 |     |     | 2-2 | 4-1 |     | 7-1 |     |     |     |
| Motherwell LFC                                             |     |     |     | 0-1 | 1-0 |     |     | 3-3 | 1-2 |     |
| Partick Thistle                                            | 1-2 | 0-2 |     | 1-2 |     | 0-2 |     |     |     | 0-0 |
| Rangers WFC                                                | 4-0 |     | 0-0 |     | 6-0 | 5-0 |     | 6-1 |     | 2-1 |
| Spartans WFC                                               |     | 1-3 | 0-4 |     | 4-0 | 2-0 | 0-1 |     |     |     |
| - Victoire à domicile - Match nul - Victoire à l'extérieur |     |     |     |     |     |     |     |     |     |     |

## Bilan de la saison
| Championnat d'Écosse de football 2021-2022   |                                     |
| Champion                                     | Rangers WFC (1er titre)             |
| Dauphin                                      | Glasgow City                        |
| Coupes et trophées                           |                                     |
| Vainqueur de la Coupe de la Ligue 2021-2022  | Celtic Glasgow                      |
| Qualifications continentales                 |                                     |
| Ligue des champions                          | Rangers WFC                         |
| Ligue des champions                          | Glasgow City                        |
| Promotions et relégations                    |                                     |
| Promus en Championnat d'Écosse de football   | Glasgow Women Football Club         |
| Promus en Championnat d'Écosse de football   | Dundee United Women's Football Club |
| Relégués en Championnat d'Écosse de football | aucun                               |